# Fryderyk August III Wettyn
Fryderyk August III, Ludwik Karol Gustaw Grzegorz Filip Saski, niem. Friedrich August III, Ludwig Karl Gustav Gregor Philipp von Sachsen (ur. 25 maja 1865 w Dreźnie, zm. 18 lutego 1932 w Szczodrem) – ostatni król Saksonii panujący w latach 1904–1918, Generalfeldmarschall armii niemieckiej podczas I wojny światowej.

## Życiorys
Syn króla Saksonii Jerzego i infantki portugalskiej Marii Anny. Otrzymał staranne, ale i surowe wychowanie. W 1883 roku zdał maturę z wyróżnieniem. Po maturze w semestrze 1884/1885 studiował na Uniwersytecie w Strasburgu i jako pierwszy członek rodziny królewskiej w semestrze 1885/1886 na państwowym Uniwersytecie w Lipsku. Uczęszczał na kursy prawa, nauk politycznych i historii. Edukację na uczelni uzupełniał licznymi podróżami po Saksonii, Anglii, Włoszech, Grecji czy Bliskim Wschodzie.
W roku 1877 wstąpił do saskiego wojska. Z powodu swych koligacji rodzinnych szybko awansował. w 1898 roku został awansowany na generała-porucznika i dowódcę 1. Królewskiej Saksońskiej Dywizji. W cztery lata później, w 1902 roku został dowódcą 1. Saksońskiej Armii. Z dowództwa zrezygnował w momencie objęcia tronu. W 1912 roku został już jako król Fryderyk August III mianowany feldmarszałkiem. Król kochał wojsko i polowania. Często przebywał w wybudowanym przez siebie pałacyku w Dobrodzieniu (ówcześnie Guttentag), miasteczku w obecnym województwie opolskim. Otrzymał honorowy tytuł Wielkiego Łowczego Dobrodzienia, a po jego śmierci tamtejsi leśnicy upamiętnili Fryderyka Augusta III inskrypcją na głazie znajdującym się do dziś koło leśniczówki w Rzędowicach koło Dobrodzienia. Był także zapalonym alpinistą. Wspiął się na szczyt Großglockner oraz inne szczyty w Alpach

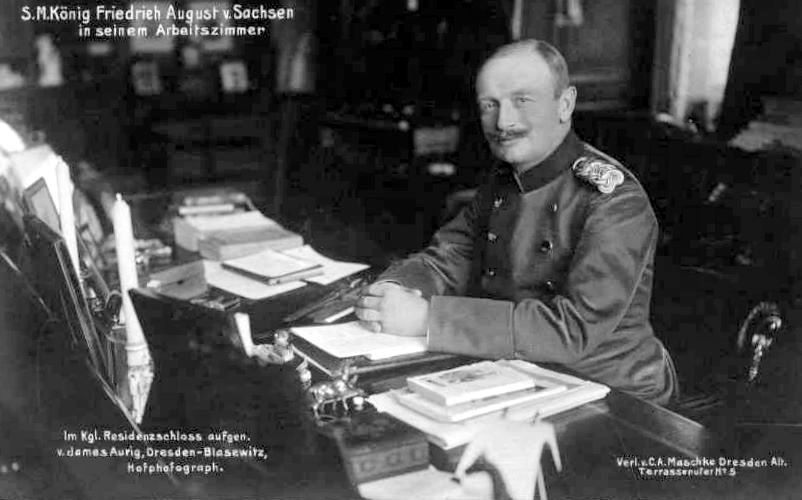
Fryderyk August III

## Panowanie
Fryderyk August objął tron po swoim ojcu 15 października 1904 roku. W krótkim czasie zyskał sympatię i uznanie poddanych, dla których był ojcem ojczyzny. Był bardziej otwarty na kontakty i rozmowy z ludźmi. Współpracował z grupą konserwatystów w parlamencie. Po kolejnych wyborach siły konserwatystów zostały poważnie uszczuplone. Parlament stał się bardziej demokratyczny. Jako nominalny dowódca uczestniczył w I wojnie światowej. Osobiście nie dowodził armią. W następstwie wydarzeń rewolucji listopadowej 1918 roku dnia 13 listopada abdykował. Po abdykacji osiadł w pałacu w Szczodrem, gdzie zmarł.

## Małżeństwo i dzieci
21 listopada 1891, w Wiedniu poślubił arcyksiężniczkę Luizę Habsburg-Lotaryńską, córkę księcia Toskanii Ferdynanda IV i księżniczki parmeńskiej Alicji. Rozwiedli się w 1903 roku po tym, jak Luiza uciekła, będąc w ciąży z ich ostatnim dzieckiem. Para miała siedmioro dzieci:
- Fryderyk August Jerzy Ferdynand Albert Karol Antoni Paweł Marceli (1893–1943) – książę koronny Saksonii, później jezuita;
- Fryderyk Krystian Albert Leopold Eneasz Sylwester Makary (1893–1968) – margrabia Miśni, tytularny książę koronny Saksonii ⚭ Elżbieta Thurn und Taxis (1903–1976);
- Ernest Henryk Ferdynand Franciszek Józef Otto Maria Milcjades (1896–1971) – książę Saksonii ⚭ 1) Zofia Luksemburska (1902–1941), 2) Virginia Dulon (1910–2002);
- Maria Alicja Karolina (1898);
- Małgorzata Karolina Wilhelmina Wiktoria Adelajda Albertyna Petra Berta Paulina (1900–1962) – księżniczka Saksonii ⚭ Fryderyk Hohenzollern-Sigmaringen (1891–1965);
- Maria Alicja Leopoldyna Anna Henryka Germana Agnieszka Damiana Michalina (1901–1990) – księżniczka Saksonii ⚭ Franciszek Honenzollern-Emden (1891–1964);
- Anna Monika Pia (1903–1976) – księżniczka Saksonii ⚭ 1) Józef Franciszek Habsburg-Lotaryński (1895–1957), 2) Reginald Kazanjian (1905–1990).

## Galeria

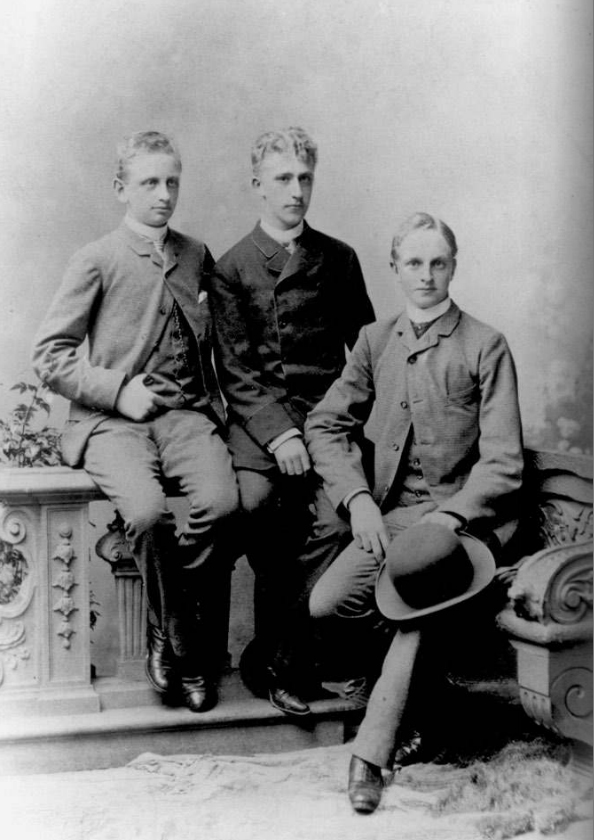
Fryderyk August z braćmi: Janem Jerzym (z prawej) i Maksymilianem (z lewej) w 1888 roku
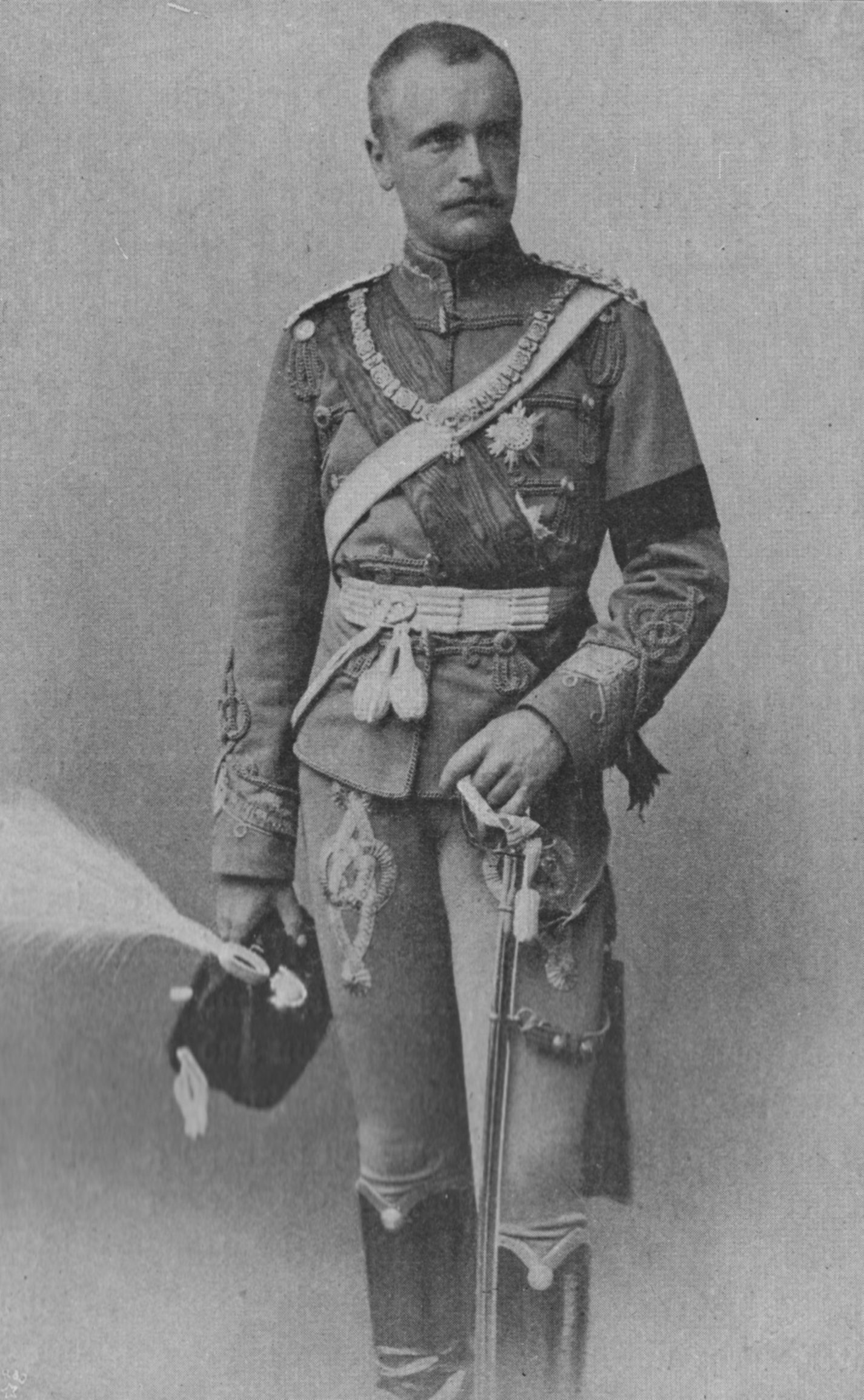
Fryderyk August jako następca tronu około 1890 roku
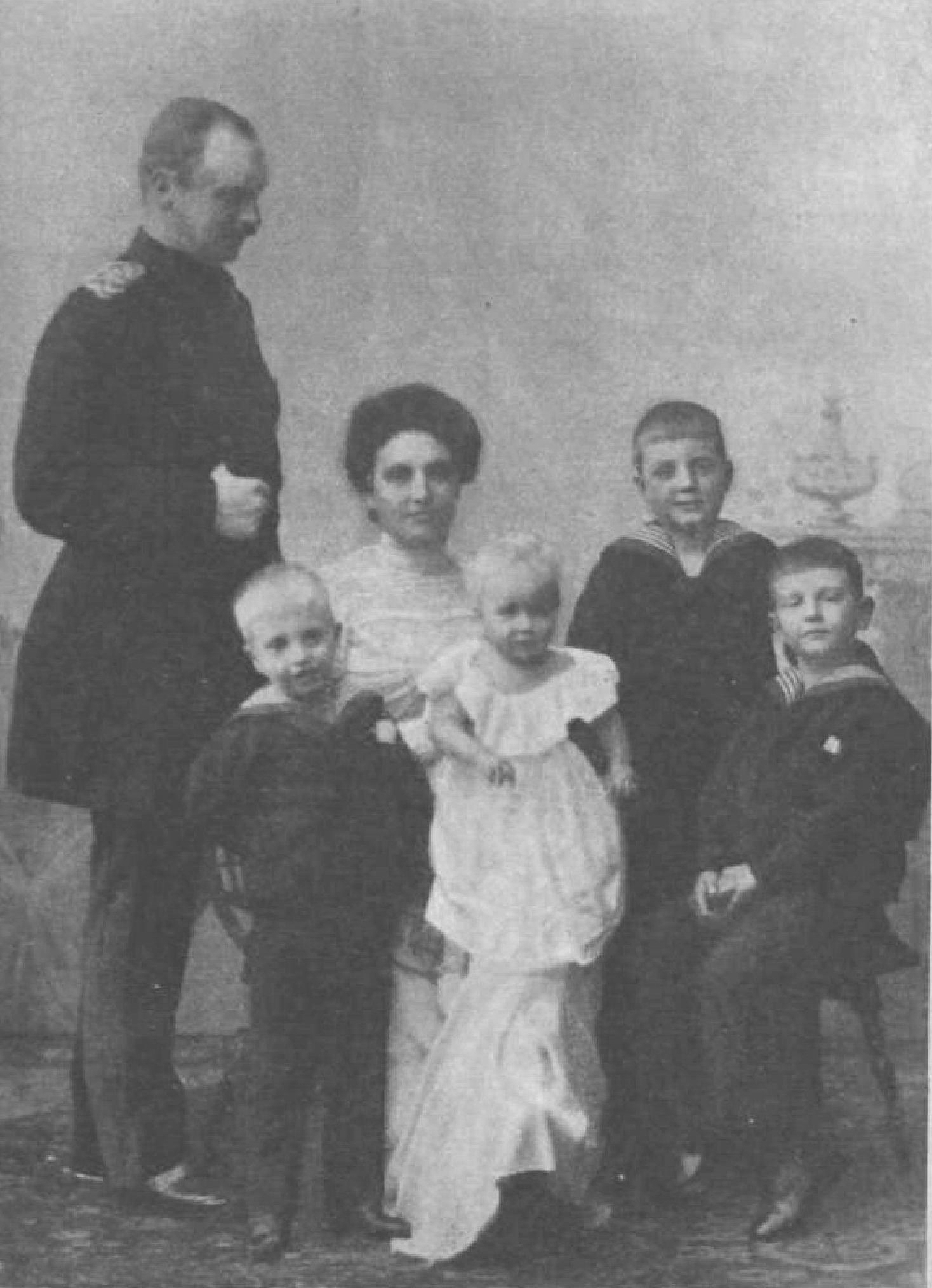
Fryderyk August III z żoną i dziećmi w 1903 roku
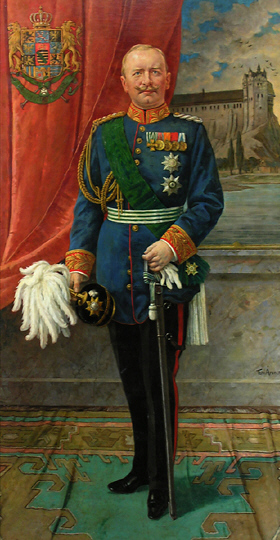
Fryderyk August III w 1912 roku
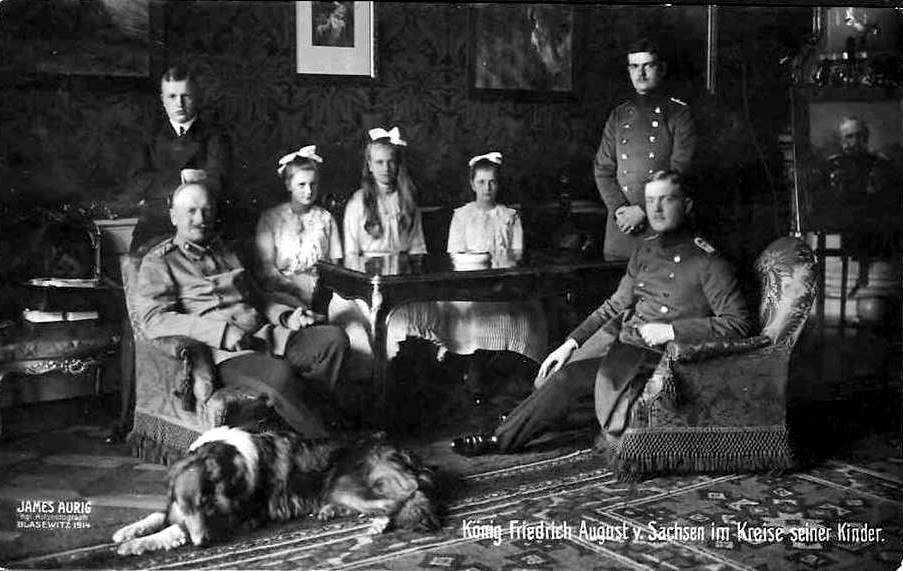
Fryderyk August III z dziećmi w 1914 roku
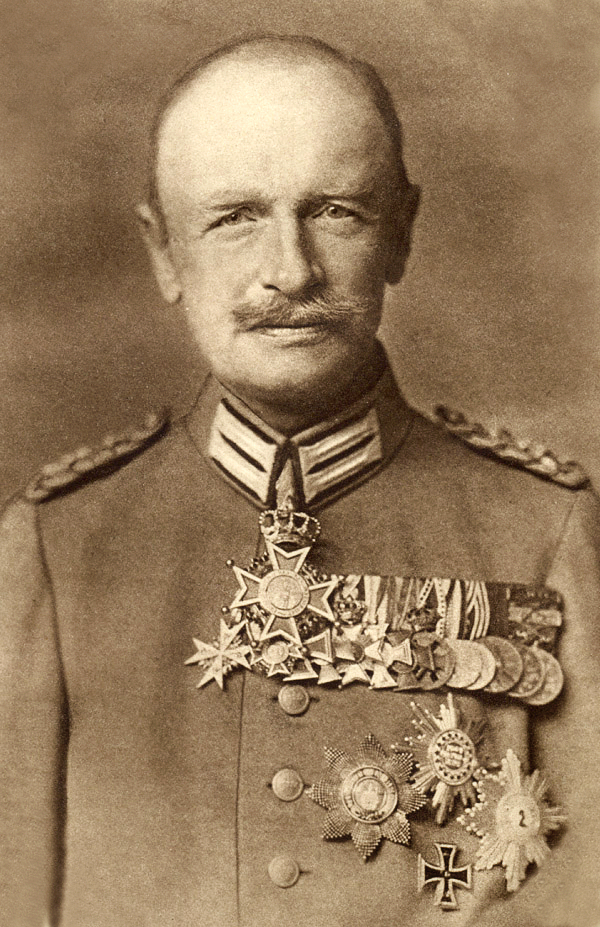
Fryderyk August III w 1914 roku
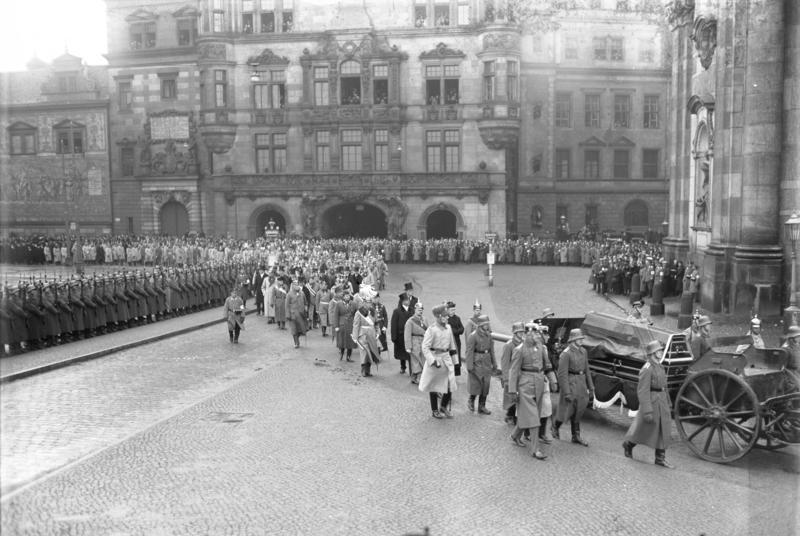
Pogrzeb Fryderyka Augusta III w 1932 roku

## Odznaczenia

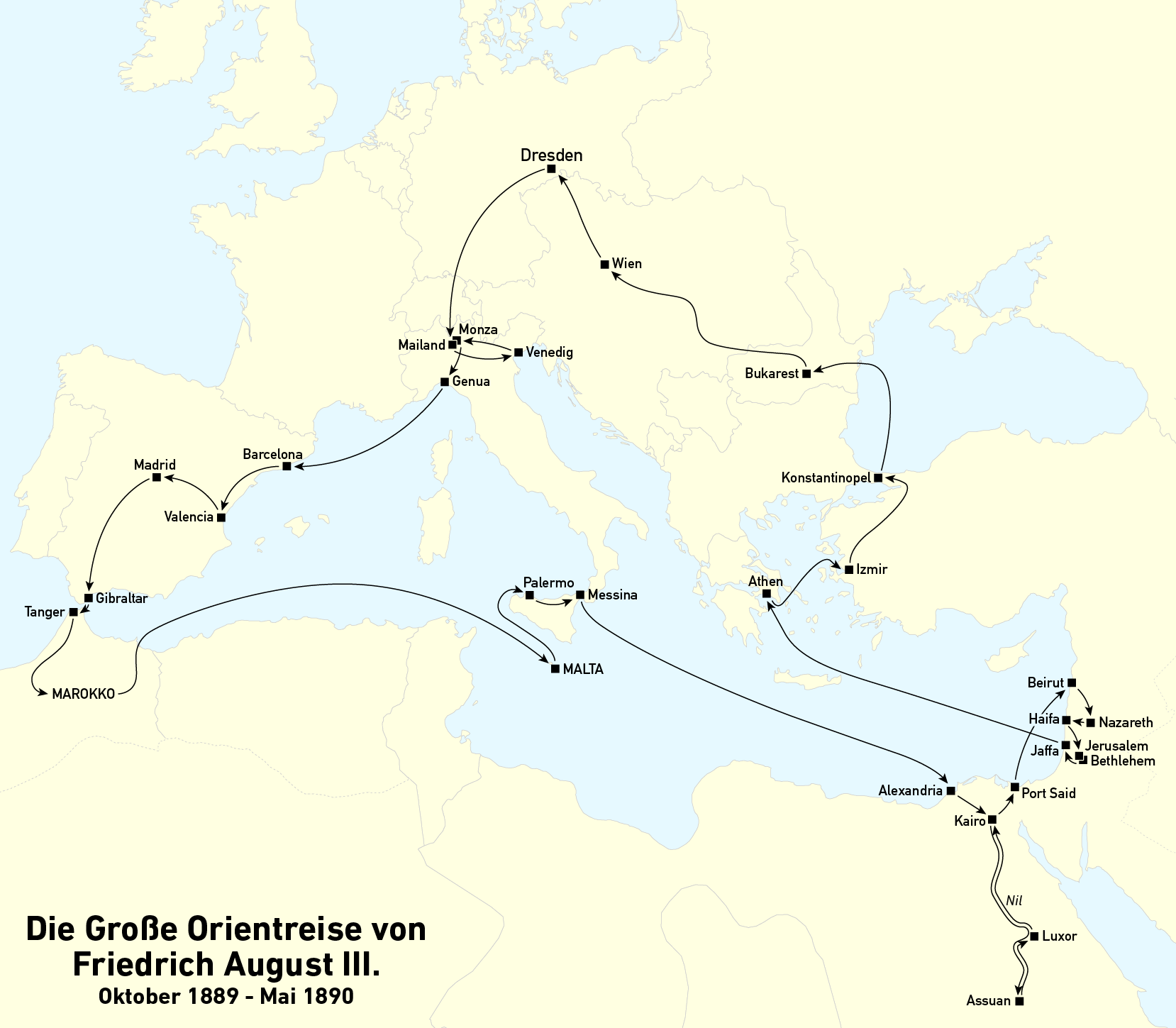
Plan wielkiej podróży orientalnej Fryderyka Augusta odbytej na przełomie 1889 i 1890 roku

- Wielki Mistrz Orderu Korony Rucianej (Saksonia)[3]
- Wielki Mistrz Orderu Świętego Henryka (Saksonia)
- Wielki Mistrz Orderu Zasługi Cywilnej (Saksonia)
- Wielki Mistrz Orderu Albrechta (Saksonia)
- Wielki Mistrz Orderu Sydonii (Saksonia)
- Wielki Mistrz Orderu Marii Anny (Saksonia)
- Baliw Krzyża Wielkiego Orderu Maltańskiego (SMOM)[3]
- Order Orła Czarnego (Prusy)[3]
- Pour le Mérite (Prusy)
- Krzyż Żelazny I i II Klasy (Prusy)
- Order Złotego Runa (Austro-Węgry)[3]
- Krzyż Wielki Orderu Świętego Stefana(1886, Austro-Węgry)[4]
- Order Królewski Serafinów (Szwecja)[3]
- Order Świętego Andrzeja (Rosja)[3]
- Order Świętego Huberta (Bawaria)[3]
- Krzyż Zasługi Wojennej II kl. (Meklemburgia-Strelitz)[5]

## Genealogia
| Prapradziadkowie                              | elektor Saksonii Fryderyk Krystian (1722–1763) ∞ 1747 Maria Antonina Wittelsbach (1724–1780) | książę Parmy Ferdynand I (1751–1802) ∞1769 Maria Amalia Habsburg (1746-1804)      | Fryderyk Michał Wittelsbach (1724–1767) ∞1746 Maria Franciszka Wittelsbach (1724–1794)      | Karol Ludwik Badeński (1755–1801) ∞1775 Amalia Fryderyka Heska (1754–1832)                  | książę Saksonii-Coburga-Saalfeld Franciszek (1750–1806) ∞1777 Augusta Reuss-Ebersdorf (1757–1831) | Franciszek Józef Koháry (1760–1826) ∞1792 Maria Antonia Waldstein-Wartenberg (1771–1854) | król Portugalii Jan VI (1767–1826) ∞1785 Karolina Joachima Burbon (1775–1830)                     | cesarz Austrii Franciszek II (1768–1835) ∞ 1790 Maria Teresa Burbon-Sycylijska (1772–1807)        |
| Pradziadkowie                                 | Maksymilian Saski (1759–1838) ∞1792 Karolina Burbon-Parmeńska (1770–1804)                    | Maksymilian Saski (1759–1838) ∞1792 Karolina Burbon-Parmeńska (1770–1804)         | król Bawarii Maksymilian I Józef (1756–1825) ∞ 1797 Karolina Fryderyka Badeńska (1776–1841) | król Bawarii Maksymilian I Józef (1756–1825) ∞ 1797 Karolina Fryderyka Badeńska (1776–1841) | Ferdynand Jerzy Koburg (1785–1851) ∞ 1815 Maria Antonina Koháry (1797–1862)                       | Ferdynand Jerzy Koburg (1785–1851) ∞ 1815 Maria Antonina Koháry (1797–1862)              | cesarz Brazylii, król Portugalii Piotr I (1798–1834) ∞ 1817 Maria Leopoldyna Habsburg (1797–1826) | cesarz Brazylii, król Portugalii Piotr I (1798–1834) ∞ 1817 Maria Leopoldyna Habsburg (1797–1826) |
| Dziadkowie                                    | król Saksonii Jan Wettyn (1801–1873) ∞1822 Amelia Augusta Wittelsbach (1801–1877)            | król Saksonii Jan Wettyn (1801–1873) ∞1822 Amelia Augusta Wittelsbach (1801–1877) | król Saksonii Jan Wettyn (1801–1873) ∞1822 Amelia Augusta Wittelsbach (1801–1877)           | król Saksonii Jan Wettyn (1801–1873) ∞1822 Amelia Augusta Wittelsbach (1801–1877)           | król Portugalii Ferdynand II (1819–1885) ∞1836 królowa Portugalii Maria II (1819–1853)            | król Portugalii Ferdynand II (1819–1885) ∞1836 królowa Portugalii Maria II (1819–1853)   | król Portugalii Ferdynand II (1819–1885) ∞1836 królowa Portugalii Maria II (1819–1853)            | król Portugalii Ferdynand II (1819–1885) ∞1836 królowa Portugalii Maria II (1819–1853)            |
| Rodzice                                       | król Saksonii Jerzy (1832–1904) ∞1859 Maria Anna Koburg-Bragança (1843–1884)                 | król Saksonii Jerzy (1832–1904) ∞1859 Maria Anna Koburg-Bragança (1843–1884)      | król Saksonii Jerzy (1832–1904) ∞1859 Maria Anna Koburg-Bragança (1843–1884)                | król Saksonii Jerzy (1832–1904) ∞1859 Maria Anna Koburg-Bragança (1843–1884)                | król Saksonii Jerzy (1832–1904) ∞1859 Maria Anna Koburg-Bragança (1843–1884)                      | król Saksonii Jerzy (1832–1904) ∞1859 Maria Anna Koburg-Bragança (1843–1884)             | król Saksonii Jerzy (1832–1904) ∞1859 Maria Anna Koburg-Bragança (1843–1884)                      | król Saksonii Jerzy (1832–1904) ∞1859 Maria Anna Koburg-Bragança (1843–1884)                      |
| Fryderyk August III (1865–1932) król Saksonii |                                                                                              |                                                                                   |                                                                                             |                                                                                             |                                                                                                   |                                                                                          |                                                                                                   |                                                                                                   |